# Augustus 2005
Dit artikel geeft een chronologisch overzicht van alle belangrijke gebeurtenissen per dag in de maand augustus van het jaar 2005.

## Gebeurtenissen

### 1 augustus
- Abdoellah bin Abdoel Aziz al-Saoed wordt koning van Saoedi-Arabië.
- De Tamiltijgers starten een eigen televisiezender, die moet helpen om hun standpunt doorheen Azië beter uit te dragen.
- De Britse regering kondigt aan het aantal militairen in Noord-Ierland te halveren tot 5000.
- Wegens een gebrek aan steun in de Amerikaanse Senaat benoemt de Amerikaanse president Bush de controversiële figuur John Bolton tot ambassadeur bij de VN tijdens het zomerreces van het gehele Congres.
- De Argentijnse oud-voetballer Diego Maradona, die beschouwd wordt als een van de beste voetballers aller tijden, treedt officieel in dienst als vicepresident bij de Argentijnse topclub Boca Juniors.
- De Nederlandse historicus Henk te Velde gaat aan de Rijksuniversiteit Leiden de prestigieuze leerstoel vaderlandse geschiedenis bekleden, en volgt daarmee geschiedkundige Jan Bank op, die met pensioen gaat.

### 2 augustus
- Op Toronto Pearson Airport in Canada glijdt Air France Vlucht 358, een A340-toestel, 200 meter van de landingsbaan af, en vliegt in brand. Iedereen kan het vliegtuig op tijd verlaten, zodat er slechts 43 lichtgewonden vallen, maar geen doden te betreuren zijn onder de 297 passagiers en 12 bemanningsleden.
- In twee dagen tijd sneuvelen zeven Amerikaanse mariniers bij vijandelijkheden in Irak.
- Een hittegolf in Roemenië kost aan 65 personen het leven.

### 3 augustus
- De Islamitische Jihad kondigt aan dat haar militanten geen raketaanvallen zullen uitvoeren tijdens de Israëlische terugtrekking uit de Gazastrook.
- In Mauritanië nemen soldaten de controle over radio en televisie over.
- Adidas, wereldwijd het nummer twee op het gebied van sportartikelen, neemt het nummer drie van de wereld, Reebok, over voor drie miljard euro. Samen zijn ze goed voor een omzet van 9,5 miljard euro. Nike, het nummer één van de wereld, is goed voor een omzet van tien miljard euro.
- Een Amerikaanse freelance journalist, Steven Vincent, wordt samen met een Iraakse tolk vermoord in Basra, Zuid-Irak. Tevens sneuvelen 14 Amerikaanse mariniers en hun tolk bij een bomexplosie in het soennitische deel van Irak. De Iraakse regering kondigt aan dat benzine gerantsoeneerd zal worden.

### 4 augustus
- Op de Amsterdamse luchthaven Schiphol wordt de Belgische negationist Siegfried Verbeke gearresteerd.
- Een extreemrechtse Israëlische deserteur schiet in een bus vier Israëlische Arabieren dood en verwondt er twaalf alvorens hij wordt gelyncht.
- De Israëlische regering schrijft aanbestedingen uit voor de bouw van 72 nieuwe woningen in een nederzetting op de Westelijke Jordaanoever.

### 5 augustus
- De Chinese autoriteiten beschuldigen Ching Cheong, een journalist uit Hongkong die ook de Britse nationaliteit draagt, formeel van het plegen van spionage voor Taiwan. Hierop staat in China de doodstraf.
- In het zuidoosten van Turkije komen vijf soldaten om het leven bij een bomexplosie. In de Pakistaanse regio Noord-Waziristan, aan de grens met Afghanistan, komen eveneens vijf soldaten om het leven bij alweer een bomexplosie.
- Ten zuiden van Kamtsjatka zinkt een Russische militaire diepzeeduikboot.

### 6 augustus
- De Britse oud-minister van Buitenlandse Zaken Robin Cook overlijdt op 59-jarige leeftijd aan de gevolgen van een hartaanval.
- In Mauritanië laten de militaire coupplegers weten dat geen van hen zich zal kandidaat stellen voor een politieke post: er zullen binnen de eerstvolgende twee jaren verkiezingen uitgeschreven worden.
- Een ATR 72-passagiersvliegtuig van Tuninter met 35 personen aan boord stort voor de kust van Sicilië in zee.
- Meer dan een miljoen Chinezen wordt geëvacueerd als voorzorgsmaatregel voor de tyfoon Matsa.
- Een Servische rechtbank trekt alle aanklachten tegen de zoon van Slobodan Milošević in.
- Nabij Palermo maakt een ATR 72 van Tuninter een noodlanding op zee, waarbij 16 mensen het leven verliezen.
- In Fredericia behaalt de Oekraïense triatleet Viktor Zyemtsev de wereldtitel lange afstand. Bij de vrouwen gaat de zege naar de Belgische Kathleen Smet.

### 7 augustus
- In een mijnschacht nabij de stad Xingning in de Chinese provincie Guangdong zitten 103 mijnwerkers klem.
- Iraakse politieagenten schieten een betoger neer en verwonden 60 anderen tijdens een demonstratie tegen de lamentabele water- en energievoorzieningen in de stad Samawa ten zuiden van Bagdad.
- De Israëlische ex-premier Benjamin Netanyahu neemt ontslag uit de regering-Sharon tien minuten vóór die de eerste fase van het terugtrekkingsplan effectief goedkeurt. In de Gazastrook schieten Israëlische soldaten vanuit een observatiepost een Palestijnse man dood in de buurt van zijn huis.
- De Russische diepzeeduikboot die een paar dagen vast zat in de Stille Oceaan is losgeknipt en kan daarna op eigen kracht weer naar boven komen.

### 8 augustus
- Iran gaat een confrontatie met de internationale gemeenschap aan door het verrijken van uranium te hervatten. Iran beroept zich hierbij op het non-proliferatieverdrag dat uraniumverrijking toestaat.
- In verband met het slechte weer in Florida wordt de landing van de Spaceshuttle Discovery een etmaal uitgesteld.
- Jongeren die deelnemen aan de Wereldjongerendagen in Keulen kunnen een aflaat verdienen voor zichzelf of een dierbare overledene.
- De Amerikaanse wielrenner Bobby Julich schrijft in Etten-Leur de ENECO Tour op zijn naam.

### 9 augustus
- Bij een aanval van maoïstische rebellen sneuvelen minstens 40 Nepalese soldaten en blijven nog 70 soldaten vermist. Ook 26 rebellen sneuvelen.

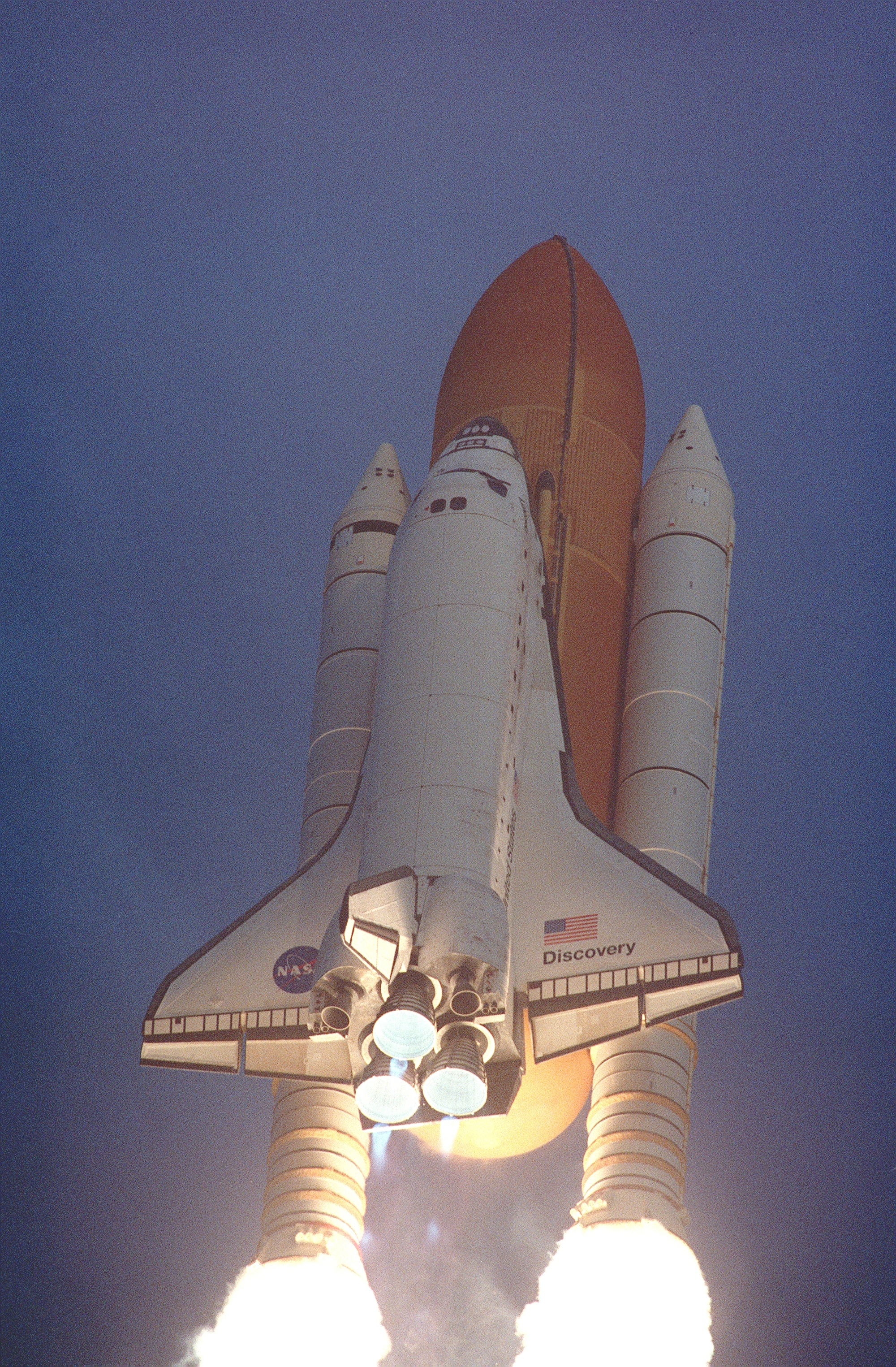
Spaceshuttle Discovery

- De Spaceshuttle Discovery landt veilig op luchtmachtbasis Edwards in Californië, waar het toestel vanwege het slechte weer in Florida naar uitgeweken was.
- Bankrovers slagen erin valuta ter waarde van 58 miljoen euro te stelen van de Banco do Brasil. Ze hadden een tunnel tot onder de kluis van de bank gegraven.
- De Vlaamse triatleet Rutger Beke wordt na een juridische strijd van bijna één jaar vrijgesproken van epo-gebruik, en dit ten gronde, wat een serieuze kaakslag betekent voor de bestrijders van doping, want hun internationaal erkende test blijkt dan toch niet onfeilbaar te zijn, volledig tegen alle verwachtingen in.

### 10 augustus
- Hulporganisaties waarschuwen dat een acute hongercrisis zich aan het verspreiden is over Afrika.
- In Chili worden Lucía Hiriart en Marco Antonio Pinochet, respectievelijk de vrouw en zoon van de vroegere dictator Augusto Pinochet, gearresteerd wegens belastingontduiking en witwaspraktijken.

### 11 augustus
- In Tel Aviv vindt een demonstratie plaats tegen de voorgenomen ontruiming van nederzettingen in de Gazastrook. Volgens de politie zijn er 200 000 betogers op de been, die het plan van premier Sharon als verraad zien.
- Rens Blom is de eerste Nederlander in de geschiedenis van het wereldkampioenschap atletiek die goud behaalt bij het polsstokhoogspringen, namelijk met een hoogte van 5,80 meter.

### 12 augustus
- De olieprijs bereikt een nieuwe recordhoogte van 67 dollar per vat. Sinds begin deze week is de aardolie in de VS al 4,69 dollar duurder geworden.
- In Sri Lanka wordt de noodtoestand uitgeroepen na de moord op Lakshman Kadirgamar, minister van Buitenlandse Zaken, vermoedelijk door leden van de Tamiltijgers. Deze laatsten ontkennen echter elke betrokkenheid.

### 13 augustus
- Het Pentagon probeert het publiek verspreiden van 87 foto's en vier video's van misbruik door Amerikaanse soldaten van Iraakse gevangenen te verhinderen uit vrees dat dit het Iraaks verzet zou versterken.
- In Irak openen Amerikaanse soldaten het vuur en doden vijftien Iraakse burgers na de ontploffing van een geïmproviseerd explosief.
- In de VS raakt bekend dat Mohammed Atta, een van de kapers van 9/11, reeds een jaar voordien geïdentificeerd werd als potentiële bedreiging. Drie andere uiteindelijke kapers werden toen ook al in verband gebracht met Al Qaida.

### 14 augustus
- Zes Amerikaanse soldaten zijn dit weekend reeds omgekomen bij vijandelijkheden in Irak. De Iraakse president Jalal Talabani gaat ervan uit dat de ontwerpgrondwet een dag voor de streefdatum afgerond zal zijn.
- Vijf Israëlische troepen raken, een dag voor de geplande terugtrekking begint, gewond in de Gazastrook als een tank hun militair voertuig per vergissing onder vuur neemt.
- Een Boeing 737 van de Cypriotische luchtvaartmaatschappij Helios Airways met 121 inzittenden (115 passagiers en zes bemanningsleden) aan boord stort neer in de heuvels bij Athene nadat de piloten het bewustzijn hebben verloren. Er zijn geen overlevenden.
- Een Noord-Koreaanse delegatie komt aan in Zuid-Korea om deel te nemen aan de vierdaagse feestelijkheden ter ere van de 60e verjaardag van het einde van de Japanse overheersing.
- Het Zimbabwaans voetbalelftal wint de negende editie van de COSAFA Cup door in de finale Zambia met 1-0 te verslaan.

### 15 augustus
- Japan biedt, zestig jaar na zijn capitulatie in de Tweede Wereldoorlog, middels haar premier Junichiro Koizumi opnieuw excuses aan voor het leed berokkend gedurende de Japanse overheersing van de Aziatische landen.
- De Indonesische regering en de GAM-rebellen ondertekenen in Helsinki een vredesovereenkomst die een einde moet stellen aan het 29-jarige conflict omtrent Atjeh.
- Bij de luchthaven in El Gorah (Sinaï), gebruikt door de multinationale troepenmacht, vindt een explosie plaats die twee Canadese soldaten verwondt.
- Drie Panamese schippers komen om het leven bij een anti-terreuroefening in de buurt van het Panamakanaal.
- De vogelpest bereikt de Oeral. Nederland stelt importbeperkingen in voor siervogels en veren vanuit Rusland.
- De Kirgizische president Kurmanbek Bakijev benoemt Felix Kulow tot nieuwe premier.

### 16 augustus
- Madonna breekt op haar verjaardag haar sleutelbeen, een hand en drie ribben bij een val van haar paard op haar landgoed in Wiltshire.
- Zestig jaar na geëxecuteerd te zijn met de elektrische stoel wordt in de VS een zwarte dienstmeid postuum alsnog vrijgesproken van de moord op haar blanke baas.
- Nieuwe beschuldigingen van misbruik van Iraakse gevangenen door Britse militairen zien het licht.
- In een afgelegen gebied in het westen van Venezuela stort West Caribbean Airways Vlucht 708, een Colombiaans vliegtuig met 160 mensen (152 passagiers en acht bemanningsleden) aan boord, neer. Er zijn geen overlevenden onder de inzittenden, die overwegend uit Martinique afkomstig waren.
- Minstens dertig gevangenen komen om bij rellen tussen rivaliserende bendes in verschillende gevangenissen in Guatemala.
- Minstens zeventien Spaanse NAVO-militairen komen om als twee Puma-helikopters neerstorten in Afghanistan.

### 17 augustus
- Voor de kust van Colombia overlijden mogelijk honderd Ecuadorianen bij een schipbreuk.
- In Amsterdam gaat de Sail van start. Het evenement duurt nog tot en met 21 augustus.
- Bij drie zelfmoordaanslagen in Bagdad komen zeker 43 mensen om. De Iraakse regering kondigt aan binnen drie dagen de eerste uitvoering van de doodstraf sinds de val van Saddam Hoessein te volbrengen.
- Asher Weissgan, een radicale Joodse kolonist, schiet in de buurt van Jeruzalem vier Palestijnen dood uit protest tegen de ontruiming van de Gazastrook die vandaag begonnen is met die van de nederzetting Nissanit door Israëlische militairen van het IDF.
- In Bangladesh vinden ongeveer gelijktijdig ruim honderd bomaanslagen plaats. Mogelijk is een radicale moslimbeweging daarvoor verantwoordelijk, die wil dat Bangladesh de islamitische wetgeving (sharia) invoert.

### 18 augustus
- De eerste ronde van de lokale verkiezingen in Pakistan loopt ten einde.
- Bij vijandelijkheden in Afghanistan en Irak sneuvelen respectievelijk twee en vier Amerikaanse soldaten.
- China en Rusland starten een tien dagen durende reeks van gezamenlijke militaire oefeningen waarbij 10 000 manschappen betrokken zijn.
- Paus Benedictus XVI arriveert tijdens zijn eerste buitenlandse reis in Keulen (Duitsland, zijn geboorteland) om de Wereldjongerendagen bij te wonen.
- In Brussel gijzelt een man, die net een dag vrij was uit de gevangenis, sinds de dag voordien zijn ex, haar moeder en hun twee kinderen, omdat hij een in zijn ogen betere omgangsregeling met zijn kinderen wil. De politie grijpt 's avonds in door hem te arresteren en alles loopt met een sisser af.

### 19 augustus
- Het farmaceutisch bedrijf Merck & Co wordt door een Texaanse jury veroordeeld tot het betalen van 253 miljoen dollar schadevergoeding door een overlijden na gebruik van een pijnstiller die door hen ontwikkeld werd.
- In de buurt van Madrid worden vijfhonderd lijken gevonden van slachtoffers van het Franco-regime.
- Er ontstaat wrevel over een beslissing van de Europese Commissie om de Wereldjongerendagen een subsidie van 1,5 miljoen euro te geven.
- De Koerdische PKK kondigt eenzijdig een staakt-het-vuren van één maand af.
- In de Gazastrook wordt een laatste bolwerk van zich verzettende kolonisten ontruimd.
- Bij een mislukte terroristische raketaanval tegen Amerikaanse oorlogsschepen voor de kust van Jordanië komt een Jordaans soldaat om het leven.

### 20 augustus
- Er wordt bekendgemaakt dat een student in Leiden op 22 juli een manuscript heeft gevonden voor een artikel van Albert Einstein, waarin hij beschrijft wat later bose-einsteincondensaat zal gaan heten: een bijzondere fase van zeer koude atomen. Het manuscript dateert uit 1924. Bose-einsteincondensaat werd pas in 1995 experimenteel bevestigd.
- Koningin Beatrix doopt tijdens de Sail de catamaran Beatrix: dit zeilschip is bedoeld voor mensen met een lichamelijke handicap.
- De Nederlandse vrouwenhockeyploeg wordt Europees kampioen hockey door in Dublin met 2-1 van Duitsland te winnen.
- In Dagestan, buurland van Tsjetsjenië, sterven drie politiemannen bij een bomexplosie.
- In Roemenië zijn sinds 16 augustus minstens dertien personen om het leven gekomen door overstromingen.
- In Pakistan wordt de dader van een mislukte aanslag op president Musharraf opgehangen.
- In Ecuador treedt de minister van Defensie af tijdens aanhoudend protest in twee provincies. Het bezetten van olie-installaties heeft er reeds toe geleid dat Ecuador, de op vier na grootste exporteur van aardolie ter wereld, er van Venezuela moet lenen. Ondertussen heeft het leger de controle over de olie-installaties herwonnen. Twee luchthavens en enkele wegen blijven wel nog bezet.

### 21 augustus
- Na de vondst van een verdachte tas in een trein worden Utrecht Centraal en enkele naastgelegen gebouwen ontruimd. Op het station stranden circa 1500 reizigers, enkele duizenden reizigers belanden in treinen om Utrecht, en enkele tienduizenden bezoekers van de Sail en Lowlands lopen grote vertraging op. Na onderzoek door het "Explosievenopruimingscommando" blijkt niets gevaarlijks in de tas te zitten.
- Portugal vraagt de EU om hulp bij de bestrijding van de al wekenlang aanhoudende bosbranden, die ook in Frankrijk veel slachtoffers maken, waaronder ook doden.
- In Turkije vindt voor het eerst een grote sportmanifestatie plaats wanneer de eerste Formule 1-wedstrijd op het nieuwe parcours van Istanboel van start gaat.
- Op het WTA-toernooi van Toronto spelen Kim Clijsters en Justine Henin een volledig Belgische finale, en de Vlaamse wint die in twee sets, namelijk met 7-5 en 6-1.
- In Polen wordt gezocht naar de oorzaak van een vliegtuigongeval waarbij een generaal en een Belgische co-piloot zijn omgekomen.
- Een Airbus A330 maakt een noodlanding in Osaka.

### 22 augustus
- De Nederlandse hobbypluimveehouders adviseren hun leden om maatregelen tegen de vogelpest te nemen. Minister Veerman juicht dit toe.
- Een Duits bedrijf wenst in Wallonië een windmolenpark op te richten dat 30.000 gezinnen van stroom zal voorzien. De windmolens hebben elk een vermogen van zes megawatt.
- De Argentijnse bisschop Juan Carlos Maccarone neemt ontslag nadat een video heeft aangetoond dat hij homoseksueel is. In Spanje wordt dan weer de gehuwde Evans David Gliwitski tot priester gewijd.
- Alle nederzettingen op de Gazastrook worden door Israëlische troepen ontruimd.
- Noorse onderzoekers concluderen uit een statistische analyse dat het antidepressivum paroxetine ook bij volwassenen tot meer zelfmoordpogingen leidt.

### 23 augustus
- TANS Perú-vlucht 204 stort neer in Peru, 490 km ten noordoosten van de hoofdstad Lima.
- Michail Chodorkovski, voormalig bestuurder van de Russische oliemaatschappij Yukos, begint een hongerstaking in de gevangenis.
- In Bolivia worden ten zuidoosten van het Titicacameer tussen 3300 en 4000 meter hoogte de overblijfselen gevonden van een Incastad.
- Lance Armstrong verwerpt nieuwe aantijgingen van dopinggebruik die in de Franse krant L'Équipe zijn verschenen. Er is daarin sprake van zes positieve stalen in 1999.
- Grote gebieden in Centraal-Europa kampen met overstromingen. Door zware regenval staan delen van Oostenrijk, Duitsland, Zwitserland en Kroatië onder water.

### 24 augustus
- Het ozongat boven het Zuidpoolgebied is groter dan normaal. Dat krimpt al sinds de jaren 80 omdat de cfk's uitgefaseerd zijn. Als het gat blijft groeien, dan wordt het record van 2000 geëvenaard, om niet te zeggen gebroken.
- Het Nederlandse leger krijgt zijn eerste vrouwelijke generaal, namelijk Leanne van den Hoek.

### 25 augustus
- De voorzitter van het Italiaanse Rode Kruis licht toe dat zijn organisatie vier Iraakse opstandelingen verzorgd heeft om de twee ontvoerde Simona's vrij te kunnen krijgen.
- Renaat Landuyt, Vlaams minister van Mobiliteit, heeft een zwarte lijst van onveilige luchtvaartmaatschappijen opgesteld. Deze zullen de toegang tot het Belgisch luchtruim ontzegd worden.
- Voor het eerst in twintig jaar wordt de Nederlandstalige versie van het brailleschrift gemoderniseerd.
- De Nederlandse prins Pieter-Christiaan trouwt in Apeldoorn voor de wet met Anita van Eijk.
- Het Duitse hooggerechtshof wijst de klacht van twee leden van de Bondsdag af, en maakt daarmee de weg vrij voor nieuwe verkiezingen op 18 september eerstkomend.

### 26 augustus
- In het gezaghebbende Britse tijdschrift The Lancet is een studie gepubliceerd die concludeert dat er geen overtuigend bewijs is voor de werking van homeopathische middelen. Het onderzoek toont aan dat deze middelen het placebo-effect niet overstijgen.
- In Parijs sterven zeventien personen (onder hen veertien kinderen) in een brand die uitbrak in een door Afrikaanse immigranten gebruikt appartementsblok.
- In 2005 groeide het aantal kolonisten op de Westelijke Jordaanoever met 9.000. Uit een peiling blijkt dat een meerderheid der Israëli's voor het verwijderen van meer nederzettingen is.
- Een dispuut tussen de Nederlandse regering en haar burgers omtrent de aanwending van olie-inkomsten wordt geregeld.
- Vanaf het schooljaar 2005-2006 is de Marseillaise verplichte leerstof in het Franse lager onderwijs.

### 27 augustus
- De VS laat duizend Iraakse gevangenen vrij. Er blijven nu nog tienduizend gevangenen opgesloten in door hen gecontroleerde gevangenissen in Irak.

### 28 augustus
- Voor het eerst in dertig jaar bezoekt een Indiase premier Afghanistan.
- In Beër Sjeva maakt een zelfmoordaanslag tien gewonden.
- Omri Sharon, een zoon van premier Ariel Sharon, wordt formeel in staat van beschuldiging gesteld wegens corruptie.
- Maleisië kondigt aan tegen 2020 een man op de Maan te willen zetten.

### 29 augustus
- De orkaan Katrina bereikt New Orleans en omgeving: hij heeft al twaalf levens geëist.
- De EC laat toe dat alle kledingstukken uit China die momenteel geblokkeerd worden in Europese havens op de markt komen.
- Na ophef over een lucratief sponsorcontract besluit de Italiaanse voetbalscheidsrechter Pierluigi Collina zijn loopbaan met onmiddellijke ingang te beëindigen.
- Het tennisgrandslamtoernooi US Open begint, en de Zwitser Roger Federer verdedigt zijn titel bij de mannen aldaar. Wat de vrouwelijke deelnemers betreft, is de Belgische Kim Clijsters topfavoriete om haar eerste grandslamtitel binnen te halen. Haar landgenoot Xavier Malisse keert dan weer niet terug naar het Belgische Davis Cup-team.
- De nieuwe Iraakse grondwet wordt gepresenteerd aan het parlement. Het is hoogst onzeker of met name de soennitische Irakezen voor de grondwet zullen stemmen tijdens een referendum in oktober.
- De Nesselandelijn, een 1,3 km lange verlenging van de Rotterdamse metro Calandlijn, wordt geopend.

### 30 augustus
- Door een nieuw aangenomen wet in China zal er elk jaar 800 miljoen RMB worden besteed aan subsidies voor studenten uit arme gezinnen. Volgens een schatting van de regering leeft ruim negentien procent van de studenten in armoede. Vanaf 2010 moet voor de plattelandsbevolking het hoger onderwijs geheel gratis zijn.
- Terwijl delen van Noord-, Centraal- en het noordelijke deel van Noordoost-Thailand kampen met overstromingen, kampen het zuidelijk deel van Noordoost-Thailand en de oostkust met de ergste droogte in jaren. Door de droogte kunnen de rijstvelden in grote delen van het noordoosten niet bevloeid worden. Ook de industrie in Thailands industriële centrum aan de oostkust en de hotels in de bekende badplaats Pattaya kunnen niet bevoorraad worden.
- De Nederlandse minister Veerman van landbouw heeft zich naar verluidt mogelijk toch wel met zijn bedrijven bemoeid.
- De orkaan Katrina heeft New Orleans achter zich gelaten. Grote delen van de stad staan onder water. Er is geen voedsel, water of elektriciteit meer. De orkaan is nu afgezwakt tot een tropische storm, en bevindt zich boven Tennessee.

### 31 augustus
- Na een gerucht in Bagdad dat een zelfmoordterrorist op het punt staat zich op te blazen breekt paniek uit in een menigte van sjiitische pelgrims. Een brug over de Tigris stort in, waardoor ten minste 837 mensen omkomen en er 237 gewond raken. 25 andere sjiieten worden vergiftigd bij een schrijn. Het dodental kan zeker nog oplopen tot duizend.
- Duizenden mensen geraken langzamerhand door hun noodvoorraden heen, terwijl de politie van New Orleans dient op te treden tegen plunderaars. De VS zal zijn nationale oliereserve aanspreken om de uitval van de getroffen installaties in de Golf van Mexico te compenseren. In Mississippi zijn zeker 110 doden gevallen. De burgemeester van New Orleans zegt dat er in zijn stad honderden, en misschien wel duizenden, mensen zijn verdronken. President Bush verwacht dat het herstel jaren gaat duren. In het rampgebied is grote behoefte aan medicijnen en drinkwater.
- De Chinese overheid kondigt de sluiting van 7000, oftewel één op drie, steenkoolmijnen aan. Jaarlijks sterven duizenden kompels in de Chinese mijnen.
- Op het wereldkampioenschap roeien te Gifu in Japan roeit de Belgische lichte dubbelvier een nieuw wereldrecord.

← · januari · februari · maart · april · mei · juni · juli · augustus · september · oktober · november · december ·  →